# دوريان ميسيك
دوريان ميسيك (بالإنجليزية: Dorian Missick) هو ممثل أمريكي، ولد في 15 يناير 1976 في الولايات المتحدة.

## أعمال

### أفلام
- (2002) إشعار لمدة أسبوعين[4]
- (2006) رقم الحظ سليفين
- (2008) ريتشل تتزوج[5]
- (2010) صائد الجوائز[6]
- (2014) آني[7][8]

### مسلسلات
- الإبتدائية[9][10][11]
- ذا غود وايف

## وصلات خارجية
- دوريان ميسيك على موقع IMDb (الإنجليزية)
- دوريان ميسيك على موقع ألو سيني (الفرنسية)
- دوريان ميسيك على موقع أول موفي (الإنجليزية)
- دوريان ميسيك على موقع قاعدة بيانات الأفلام السويدية (السويدية)
- دوريان ميسيك على موقع قاعدة بيانات الفيلم (الإنجليزية)
- دوريان ميسيك على موقع كينوبويسك (الروسية)